# Outeiro

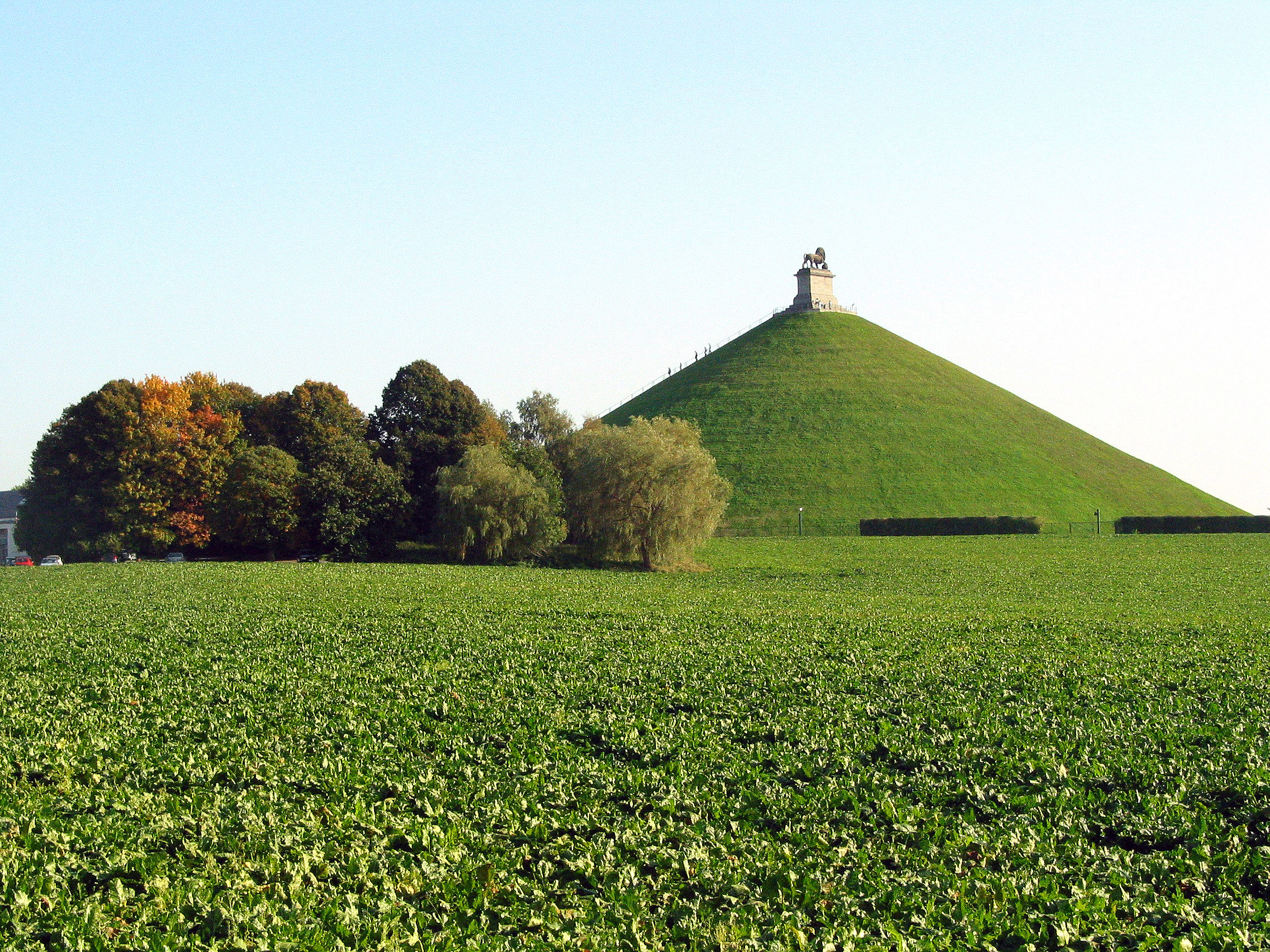
Um outeiro

Outeiro (do latim altāre, "altar") ou lomba (do latim lumbus, "lombo") é uma pequena elevação de terreno.
Um outeiro é menor que um morro. Porém, a distinção entre os dois é pouco precisa e muito subjetiva.